# Plurale
Il plurale indica il numero in diverse parti del discorso quando il conteggio di una certa quantità è superiore all'unità. Il plurale è in uso in numerosi idiomi. Ad esempio, in lingua italiana e tedesca si oppone al singolare. Questo non vuol dire che il sistema usato in italiano sia universale, perché altre lingue utilizzano forme specifiche per numeri come il due o il tre (duale).
Il ceco e altre lingue slave, ad esempio, prevedono delle categorie intermedie tra singolare e plurale.
Una forma arcaica è rappresentata dal plurale maiestatis, il quale pur usando le regole del plurale si riferisce comunque all'unità.
Esempi per i diversi numeri nei sostantivi italiani:
- una scuola (singolare) - due o più scuole (plurale)
- un tavolo particolare (singolare) - due o più tavoli particolari (plurale)
- un uovo cotto (singolare) - due o più uova cotte (plurale)

Nelle lingue che possiedono strumenti morfologici per esprimere il plurale, non sempre l'uso di tali marche allude necessariamente ad una pluralità di elementi. Tale è il caso dei cosiddetti pluralia tantum, nomi "solo plurali", come in italiano nozze o occhiali.